# Aphanistes nocturnus
Aphanistes nocturnus är en stekelart som beskrevs av Lee och Choi 2004. Aphanistes nocturnus ingår i släktet Aphanistes och familjen brokparasitsteklar. Inga underarter finns listade i Catalogue of Life.